# Tony Grant
Anthony James Grant, meglio noto come Tony Grant (Liverpool, 14 novembre 1974), è un allenatore di calcio ed ex calciatore inglese, di ruolo centrocampista.

## Palmarès

### Giocatore

#### Competizioni nazionali
- Coppa d'Inghilterra: 1

Everton: 1994-1995
- Charity Shield: 1

Everton: 1995